# Politehnica satului
Politehnica satului este un film românesc din 1974 regizat de Mirel Ilieșiu.